# Homeland (serie de televisión)
Homeland (conocida en algunos países de habla hispana como Seguridad nacional) es una serie de televisión estadounidense de suspense dramático basada en la serie de televisión israelí חטופים (pronunciado Jatufim; significado en español: «Secuestrados», aunque traducido como «Prisionero de guerra») creada por Gideon Raff y adaptada para la televisión estadounidense por Howard Gordon y Alex Gansa. La serie está protagonizada por Claire Danes como Carrie Mathison, una agente de la Agencia Central de Inteligencia (CIA) afectada por un trastorno bipolar especializada en combatir el terrorismo yihadista, que debe enfrentar las operaciones cruzadas de los servicios de inteligencia. 
La serie es producida por Fox 21. Fue estrenada en Estados Unidos el 2 de octubre de 2011, transmitida por el canal de cable Showtime, aunque el primer episodio estuvo disponible en Internet dos semanas antes de la emisión en TV. El éxito de la serie permitió la realización de ocho temporadas de doce episodios cada una, con un total de 96 episodios, que se transmitieron en los años siguientes. A menudo ha sido considerada como uno de los mejores dramas de los últimos años y ha tenido una considerable respuesta positiva de parte del público en diversas partes del mundo, además de haber recibido numerosos premios, incluyendo cinco Premios Globos de Oro y ocho Premios Primetime Emmy.
La serie finalizó el 26 de abril de 2020 en su octava temporada, que consta de 12 episodios como las anteriores, y que se había estrenado el 9 de febrero de 2020.

## Argumento
La serie sigue a Carrie Mathison (Claire Danes), una oficial de operaciones de la CIA que, después de realizar una operación no autorizada en Irak, es destinada a centro de contraespionaje de la CIA en Langley, Virginia. Mientras ella estaba llevando a cabo la operación en Irak, fue advertida por un activo que un prisionero de guerra estadounidense se había unido al grupo terrorista Al-Qaeda. El trabajo de Carrie se complica cuando su jefe, el director del Centro de Contraterrorismo David Estes, llama a Carrie y sus colegas a una reunión de emergencia. Es entonces cuando Carrie se entera de que Nicholas Brody (Damian Lewis), un sargento de los Marines de EE. UU. que había sido considerado como desaparecido en combate desde 2003, ha sido rescatado durante una incursión de la Delta Force en un puesto perteneciente a integrantes del grupo terrorista de Abu Nazir. Carrie llega a creer que Brody es el prisionero de guerra estadounidense del que su activo en Irak estaba hablando. Sin embargo, el gobierno federal y sus superiores en la CIA consideran a Nicholas Brody como un héroe de guerra, el cual presenta leves signos de shock postraumático, propios de quien ha permanecido en combate largo tiempo. Al darse cuenta de que sería casi imposible convencer a su jefe, David Estes, de poner bajo vigilancia a Brody, Carrie se acerca a la única persona en quien pueda confiar, Saul Berenson. Los dos deben trabajar juntos para investigar a Brody y evitar otro ataque terrorista en suelo estadounidense. Pero Carrie sufre, como su padre, una enfermedad mental, el trastorno bipolar; los únicos que lo saben son su propio padre y su hermana, psiquiatra de profesión, que es quien la trata médica y farmacológicamente. Como es lógico pensar, Carrie no considera oportuna la publicidad de su enfermedad en la CIA, podría ser la causa de su baja en Langley por considerarla incompetente.

## Temporadas
| Temporada | Temporada | Episodios | Episodios | Emisión original         | Emisión original        |
| Temporada | Temporada | Episodios | Episodios | Primera emisión          | Última emisión          |
| --------- | --------- | --------- | --------- | ------------------------ | ----------------------- |
|           | 1         | 12        | 12        | 2 de octubre de 2011     | 18 de diciembre de 2011 |
|           | 2         | 12        | 12        | 30 de septiembre de 2012 | 16 de diciembre de 2012 |
|           | 3         | 12        | 12        | 29 de septiembre de 2013 | 15 de diciembre de 2013 |
|           | 4         | 12        | 12        | 5 de octubre de 2014     | 21 de diciembre de 2014 |
|           | 5         | 12        | 12        | 4 de octubre de 2015     | 20 de diciembre de 2015 |
|           | 6         | 12        | 12        | 15 de enero de 2017      | 9 de abril de 2017      |
|           | 7         | 12        | 12        | 11 de febrero de 2018    | 29 de abril de 2018     |
|           | 8         | 12        | 12        | 9 de febrero de 2020     | 26 de abril de 2020     |

## Elenco

### Principal
- Claire Danes como Caroline "Carrie" Anne Mathison, una oficial de operaciones de la CIA asignada al Centro de Contraterrorismo.
- Damian Lewis como Nicholas "Nick" Brody, un sargento de pelotón de los Marines de EE. UU. que fue rescatado por la Delta Force después de haber estado en manos de Al-Qaeda como un prisionero de guerra durante ocho años.
- Mandy Patinkin como Saul Berenson, el jefe de división de Oriente Medio de la CIA. Es antiguo jefe y mentor de Carrie.
- Morena Baccarin como Jessica Brody, la esposa de Nicholas Brody.
- David Harewood como David Estes, el director del Centro de Contraterrorismo de la CIA. Él es el jefe de Carrie.
- Diego Klattenhoff como Mike Faber, un capitán de los Marines de EE. UU. Era el mejor amigo de Nicholas que, dándole por muerto, comenzó a salir con Jessica Brody.
- Jackson Pace como Chris Brody, hijo de Nicholas Brody.
- Morgan Saylor como Dana Brody, la hija de Nicholas Brody.
- Rupert Friend como Peter Quinn, supervisor analista de la CIA
- F. Murray Abraham como Dar Adal, especialista en operaciones negras.
- Sebastian Koch como Otto Düring, altruista alemán y jefe de Carrie.
- Miranda Otto como Alison Carr, actual jefa de la Estación de Berlín, trabaja directamente para Saul Berenson.
- Alexander Fehling como Jonas Hollander, asesor jurídico de la Fundación Düring y novio de Carrie.
- Sarah Sokolovic como Laura Sutton, periodista americana en Berlín y miembro de la Fundación Düring.
- Elizabeth Marvel como Elizabeth Keane, senadora junior y elegida Presidenta de los Estados Unidos.
- Maury Sterling como Max Piotrowski, excéntrico hermano y compañero de Virgil en los servicios de vigilancia.
- Linus Roache como David Wellington, jefe de gabinete de la Casa Blanca.
- Nimrat Kaur como Tasneem Qureshi, miembro de la Dirección de Inteligencia de Pakistán.
- Numan Acar como Haissam Haqqani, líder talibán.
- Costa Ronin con Yevgeny Gromov, oficial ruso de operaciones Sénior de GRU.
- Jake Weber como Brett O'Keefe, personalidad de los medios de la derecha.
- Morgan Spector como Dante Allen, antiguo amigo de Carrie.

### Recurrente
- Jamey Sheridan como William Walden, vicepresidente de los Estados Unidos y exdirector de la CIA.[15]
- Navid Negahban como Abu Nazir, un sirio musulmán, miembro de alto rango de Hassam Habdubi.[16]
- Chris Chalk como Tom Walker, un marine de los EE. UU. que fue capturado junto a Brody.
- Amy Hargreaves como Maggie Mathison, hermana de Carrie y psiquiatra.
- Amir Arison como Farid Bin Abbud, Príncipe Real del Reino de Arabia Saudita.[15]
- Brianna Brown como Lynne Reed, una exmiembro de una casa de mujeres del príncipe Farid Bin que colabora con la CIA.
- David Marciano como Virgil Piotrowski, contacto de Carrie para ayudar en la vigilancia de Brody.
- Sarita Choudhury como Mira Berenson, esposa de Saul.
- Tracy Letts como Andrew Lockhart.
- Linda Purl como Elizabeth Gaines, asesora del vicepresidente Walden.
- Aileen Morgan, una estadounidense que vivió en Arabia Saudita.
- Suraj Sharma como Aayan Ibrahim
- Raqim Faisel, esposo de Aileen.
- Zuleikha Robinson como Roya Hammad.
- Nazanin Boniadi como Fara Sherazi.
- Michael O'Keefe como John Redmond.
- Laila Robins como Martha Boyd.
- Mark Moses como Dennis Boyd.
- Raza Jeffrey como Aasar Kahn.
- Art Malik como Bunny Latif.
- Shavani Seth como Kiran.
- Hill Harper como Rob Emmons.
- Dominic Fumusa como Ray Conlin.
- Patrick Sabongui como Reda Hashem.
- C.J. Wilson como Porteous Belli.
- Zainab Jah como Aby Bah.
- J. Mallory McCree como Sekou Bah.
- Ashlei Sharpe Chestnut como Simone Bah.
- Leo Manzari como Saad Mashud.
- Nina Hoss como Astrid.
- Beau Bridges como Ralph Warner, presidente de Estados Unidos.
- Hugh Dancy como John Zabel, asesor de políticas exteriores del Presidente.

## Producción

### Creación de la serie
Basada en la serie israelí de Gideon Raff, Hatufim, Homeland fue creada por Howard Gordon y Alex Gansa a principios de 2010. El 19 de septiembre de 2010, Showtime encargó un piloto de Homeland como primer proyecto de David Nevins después de su salida de Imagine Entertainment para convertirse en presidente de Showtime. Howard Gordon, Alex Gansa y Gideon Raff escribieron el piloto, Michael Cuesta dirigió el piloto con Howard Gordon, Alex Gansa, Gideon Raff, Avi Nir y Ran Telem como productores ejecutivos.
El 7 de abril de 2011, Showtime dio luz verde a la serie con un pedido de 12 episodios. Se anunció que Chip Johannessen se incorporaría a la serie como coproductor ejecutivo, mientras que Michael Cuesta, que había servido como el director del piloto, se uniría a la serie como productor ejecutivo.
El 21 de julio de 2011, en el Comic-Con en San Diego, Showtime anunció que la serie se estrenaría el 2 de octubre de 2011. Junto con el anuncio de la fecha de estreno de la serie, la cadena también anunció los nombres de los personajes interpretados por Claire Danes y Damian Lewis, quienes serían Carrie Mathison y Nicholas Brody, respectivamente. La serie es producida por Fox 21.

### Reparto
La selección del reparto comenzó en noviembre de 2010, siendo Claire Danes la primera en unirse. Danes interpreta a Carrie Mathison, "una impulsiva agente de la CIA luchando contra sus demonios psicológicos". El siguiente que se unió a la serie fue Mandy Patinkin como Saul Berenson, "el inteligente y políticamente correcto Jefe de la División de la CIA Saul Berenson, quien es la principal fuente de ayuda para Carrie". Morena Baccarin fue la siguiente en unirse como Jessica Brody, "elegante esposa de Nick Brody, mujer fuerte". Posteriormente, se unieron a la serie Damian Lewis y David Harewood. Lewis interpreta a Brody, "que regresa a casa después de pasar ocho años como prisionero de guerra en Bagdad", mientras que Harewood interpreta a David Estes, "una estrella en ascenso dentro de la CIA, jefe de Carrie, es el director más joven del Centro de Contraterrorismo en la historia de la agencia". Diego Klattenhoff, Morgan Saylor y Jackson Pace fueron los últimos actores en unirse al reparto principal, con Klattenhoff interpretando a Mike Faber, "amigo y compañero Marine de Brody, convencido de que él estaba muerto, que es la razón para enamorarse de su esposa Jessica Brody"; Saylor interpreta a Dana Brody, "la hija mayor de Brody"; y Pace interpreta a Chris Brody "de trece años".
Showtime anunció que Laura Fraser no iba a continuar más allá del episodio piloto y su papel sería reemplazado por Morena Baccarin asumiendo el papel de Jessica Brody. Más tarde se anunció que Jamey Sheridan, Navid Negahban, Amir Arison y Brianna Brown se habían unido a la serie como estrellas invitadas recurrentes. Sheridan fue elegido como el Vicepresidente de los Estados Unidos, Negahban como Abu Nazir, Arison como el príncipe Farid Bin Abbud y Brown como Lynne Reed.

### Rodaje
La serie está rodada en el área de Charlotte, Carolina del Norte, Estados Unidos. El lugar fue elegido porque ofrece más exenciones de impuestos que otros lugares y sirve de conexión con Virginia y Washington D. C.

### Crítica
El episodio piloto recibió buenas críticas, alcanzando un índice de audiencia Metacritic 91 de 100 de 28 críticos. Hank Stuever de The Washington Post le dio al episodio piloto una calificación de A- (puntaje casi máximo) diciendo: "Lo que hace a Homeland superior a otros shows post-11/9 es la actuación estelar de Danes como Carrie, fácilmente el personaje femenino más fuerte de la temporada" y que "la segunda mitad del primer episodio es emocionante. Estoy enganchado". Matthew Gilbert de The Boston Globe dijo que era su piloto de drama favorito de la temporada, dándole un A. Ken Tucker de Entertainment Weekly le dio un A-, afirmando que "es la serie de la temporada de otoño más intrigante". IGN TV le dio una opinión positiva, diciendo que era un "excelente thriller" que también se las arregló para tener algo que decir sobre la guerra contra el terrorismo. TV Guide la nombró como el mejor programa de televisión de 2011 y aplaudió la actuación de Damian Lewis y Claire Danes. En una entrevista con People el presidente estadounidense Barack Obama dijo que Homeland y Boardwalk Empire son sus dos series "que hay que ver obligatoriamente" además de los deportes.
El séptimo episodio, "The Weekend", recibió elogios por parte la crítica y fue descrito, tanto por los creadores de la serie, como por Damian Lewis, como un episodio "hito".

### Audiencia
La emisión original del episodio piloto el 2 de octubre de 2011 recibió 1.08 millones de espectadores, convirtiéndose en el estreno de un drama con mayor audiencia de Showtime en ocho años. El episodio recibió un total de 2.78 millones de espectadores con emisiones adicionales y con el sistema vídeo bajo demanda. El último episodio de la primera temporada recibió 1.7 millones de espectadores, lo cual la convierte en la final de temporada de mayor audiencia en su primer año que cualquier otra serie de Showtime.
En España la serie fue emitida en abierto por primera vez en Cuatro, en una sesión doble el miércoles 10 de abril de 2013 obteniendo una audiencia de 2.202.000 (10,9%) de espectadores en horario de 'prime time'. El primer capítulo obtuvo 2.202.000 (10,9) de espectadores y el segundo 2.195.000 (12.6%).

## Nominaciones a premios
| premio                         | Categoría                  | Persona | Resultado |
| ------------------------------ | -------------------------- | --- | --------- |
| Premios WGA                    | Mejor Serie Dramática      | Henry Bromell (†), Alexander Cary, Alex Gansa, Howard Gordon, Chip Johannessen, Gideon Raff, Meredith Stiehm | Pendiente |
| Premios WGA                    | Mejor Serie Nueva          | Henry Bromell (†), Alexander Cary, Alex Gansa, Howard Gordon, Chip Johannessen, Gideon Raff, Meredith Stiehm | Pendiente |
| Premios WGA                    | Mejor Episodio Serie Drama | Henry Bromell (†)                                                                                            | Pendiente |
| Golden Globe Awards            | Mejor Serie-Drama          | - | Ganador   |
| Golden Globe Awards            | Mejor Actriz Drama         | Claire Danes                                                                                                 | Ganador   |
| Golden Globe Awards            | Mejor Actor Drama          | Damian Lewis                                                                                                 | Ganador   |
| American Film Institute Awards | Top 10 series TV           | - | Ganador   |